# Natuashish
Natuashish es una comunidad innu que incluye reservas indias en el extremo norte de la bahí Sango, de la provincia canadiense de Terranova y Labrador. La comunidad está habitada por la Primera Nación Mushuau Innu. Natuashish se convirtió en reserva india federal en 2003.  
La población de Natuashish en el censo de 2021 era 856, comparado a 938 en 2016.  Natuashish es inaccesible por carretera y sólo se puede llegar por aire o mar.  La comunidad cuenta con el servicio del aeropuerto de Natuashish.

## Ubicación
Natuashsih está ubicado en una península al noreste de Canadá. La península protruye a la bahía de Sango rodeado por islas de la costa del Atlántico hacia el este y tierra firma hacia el oeste. La región es parte de la tierra ancestral de los Innu, conocida como Nitassinan y que bordea al territorio Mi'kma'ki de las bandas vecinas de Mi’kmaq. Nitassinan  se extiende desde la costa norte del río San Lorenzo en Quebec, cruzando Labrador hasta el mar de Labrador. Este territorio tradicional se encuentra ubicado en gran parte en el Escudo Canadiense. Está cubierto de bosques boreales, tundra alpina e innumerables lagos y ríos. Los exploradores franceses originalmente llamaron a los innu los Montagnais o "montañeses", debido al terreno accidentado de la región.
De las tres reservas de la provincia, la comunidad innu de Natuashish tiene la mayor superficie terrestre, con unos 43 kilómetros cuadrados (16,6 mi²). Natuashish tiene acceso por aire durante todo el año o por ferry desde principios de julio hasta principios de noviembre. Durante los meses de invierno, un sendero para motos de nieve llamado Trans Labrador Trail conecta Natuashish con las comunidades inuit a lo largo de la costa.

## Historia
Los Mushua Innu de Labrador llevaron una existencia nómada hasta 1967, cuando se establecieron en la comunidad de Davis Inlet. Natuashish (traducido al inglés Little Sango Pond, por su conexión a la bahía Sango) se estableció en 2002 como una comunidad planificada con la esperanza de resolver los problemas sociales que habían plagado a la comunidad anterior que vivía en Davis Inlet, a 15 kilómetros (9,3 mi) de distancia. 
La primera fase de la construcción en Natuashish se llevó a cabo enter 1997 y 2003, incluyendo infraestructura de apoyo, como carreteras, una pista de aterrizaje y un muelle en la bahía para aproximadamente 700 personas de la comunidad Mushuau Innu. A pesar de los retrasos en la construcción, el primer grupo de residentes, unas 30 familias de las 150 de la banda india se trasladó de Davis Inlet a Natuashish en diciembre de 2002. Se completaron setenta viviendas en el momento de la primera mudanza y a finales de 2003 se construyeron 133 viviendas en total.
La reubicación de la banda Mushuau Innu se convirtió en una de las reubicaciones de una comunidad aborigen más caras e infames en la historia de Canadá. Los costos aumentaron de aproximadamente $82 millones en 1996 a más de $152 millones para el momento de la mudanza en diciembre de 2002.

## Controversias

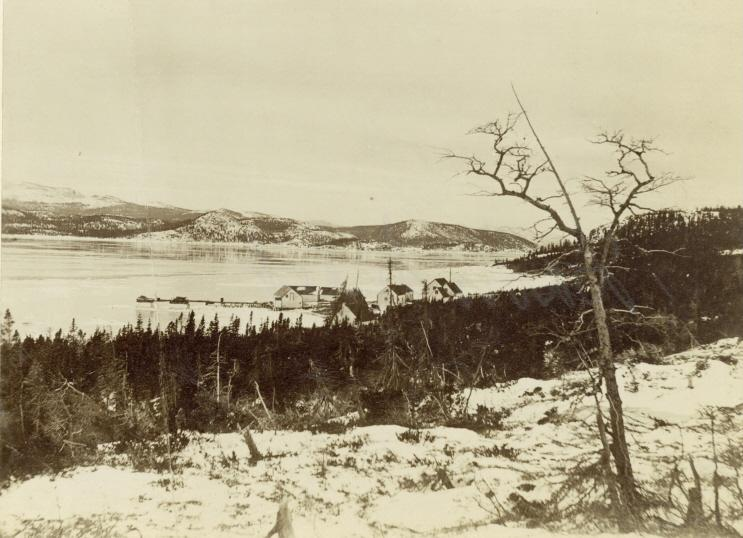
Sección de Davis Inlet a fines de los años 1890, de donde provenían los Innu antes de su reubicación a Natuashish.

Los informes iniciales sugirieron que el plan de renovación y sanación planificadas por el gobierno canadiense había sido un fracaso, ya que la comunidad todavía estaba plagada de abuso de alcohol y drogas como era el caso en Davis Inlet. El gobierno fue acusado de crear un sistema sobrecargado de burocracia y de no abordar adecuadamente el problema de la nación Mushuau. Para los Mushuau Innu, su continuidad en su vida diaria se vio interrumpida con la reubicación cuando su vida tradicionalmente nómada se vio obligada a cambiar a una existencia sedentaria en comunidades cada vez más pobladas y con servicios deficientes. La falta de opciones de empleo e ingresos, así como las políticas impuestas por el gobierno, no permitieron a los innu dedicar mucho tiempo a cazar o buscar comida en sus territorios tradicionales.
La banda tribal local fue acusada de corrupción, como se demostró en un informe de CBC de 2005 en el que se demostró que los líderes traficaban drogas y otras sustancias ilícitas para mantener el poder.   
El intento de la comunidad por resolver sus desafíos sociales con el alcoholismo llevó a la prohibición de la venta, compra y posesión de licor dentro de la reserva. El estatuto fue aprobado originalmente en 2008 por un margen de dos votos. El estatuto de prohibición fue confirmado en un referéndum posterior celebrado en la comunidad en marzo de 2010. 
La comunidad continúa luchando contra el abuso de drogas y el suicidio juvenil. Tan reciente como 2017, la inhalación de gasolina por parte de jóvenes ha sido un problema serio y recurrente.